# 平川街道
平川街道，原为平川镇，是中华人民共和国福建省龙岩市武平县下辖的一个乡镇级行政单位。2018年11月撤乡设镇。区划代码改为350824001。

## 行政区划
平川街道下辖以下地区：
河东社区、河西社区、南门社区、七坊村、红东村、西厢村、兴南村和城南村。